# Шелехов, Александр Михайлович
Александр Михайлович Шелехов (род. 30 октября 1942, Молотов) — российский учёный-математик, д.ф.м.н. (1990), профессор МПГУ и ТвГУ. Политический деятель. Депутат Государственной Думы третьего созыва (1999—2003).

## Биография
Окончил физико-математический факультет Орехово-Зуевского пединститута (1964), аспирантуру (1968). Диссертацию кандидата физико-математических наук защитил в 1969 году под руководством М. А. Акивиса. Доктор физико-математических наук (1990). Профессор. Преподаёт на кафедре геометрии Института математики и информатики МПГУ и на кафедре функционального анализа и геометрии ТвГУ. Член Московского математического общества. Подготовил 6 кандидатов и 1 доктора наук.

### Депутат госдумы
С 1994 по 1999 гг. — депутат Тверской городской Думы, председатель мандатной комиссии. С 1999 — депутат Государственной Думы РФ, член фракции «Единство». Член комитета по образованию и науке, заместитель председателя комитета по устойчивому развитию.

### Диссертации
- Шелехов, Александр Михайлович. Замкнутые g-структуры, определяемые многомерными три-тканями : автореферат дис. … доктора физико-математических наук : 01.01.04. — Тбилиси, 1990. — 32 c. : ил.

### На досуге
- Неизбранные стихотворения / Александр Шелехов. — Тверь, 2002. — 47, [1] с. : цв. ил.; 20 см; ISBN 5-87049-258-0